# El Ilustrador Americano
El Ilustrador Americano fue un periódico insurgente que se publicó durante la guerra de la independencia de México del 20 de mayo de 1812 al 17 de abril de 1813.

## Historia
A diferencia de su predecesor, El Ilustrador Nacional, del que se publicaron tan sólo seis números, de El Ilustrador Americano se publicaron treinta y seis números ordinarios y dos extraordinarios entre mayo de 1812 y abril de 1813. Aunque originalmente la publicación pretendía imprimirse los miércoles y sábados de cada semana con una extensión de un pliego y un precio de venta de un real.
Se imprimió en Sultepec y Tlalpujahua. Fue editado inicialmente por José María Cos y posteriormente por Francisco Lorenzo de Velasco. Colaboraron como articulistas Andrés Quintana Roo, Leona Vicario e Ignacio López Rayón. Su objetivo o ideario de publicación fue anunciado en el número del 27 de mayo de 1812:

Cada día se aumenta nuestra felicidad. Ya visteis, americanos, unos caracteres formados por nuestra industria en medio de las turbulencias de la guerra más activa; pero las dulces emociones de vuestro regocijo se mezclaban sin duda con el desconsuelo de que su poca claridad costaba trabajo a los lectores, y no progresaba con la rapidez que deseabais el conocimiento de nuestra causa [...]

Por medio de esta importante obra sabrán los españoles europeos que no hemos empuñado la espada para vengar personalidades odiosas sino para recobrar nuestros derechos; sabrán que ellos mismos entran en los planes de nuestra libertad, y que es una torpísima equivocación la que los ha hecho creer que los miramos a todos como enemigos; sabrán que no hacemos distinción entre criollos y cachupines sino entre buenos y malos ciudadanos; sabrán que la falaz política de los déspotas es la que ha fomentado la división de bandos, y por último sabrán los admirables progresos de las armas americanas.
Fragmento del plan de  El Ilustrador Americano, 27 de mayo de 1812.

De acuerdo al ideario del periódico se declaró la libertad de prensa con restricciones en materias de religión y costumbres, e invitando a sus enemigos a remitir sus discursos para también ser publicados en el periódico. Fueron publicados los planes y manifiestos de la Suprema Junta Nacional Gubernativa, partes de guerra y noticias de las campañas insurgentes.
El gobierno virreinal intentó desacreditar a los insurgentes, en la Ciudad de México se comenzó a editar El Verdadero Ilustrador Americano con este fin. A las críticas de este periódico Quintana Roo respondió el 19 de agosto de 1812:

A pretexto de ser insurgente con más facilidad se mata en el día a un hombre que a un perro, sin inquisición, sin examen, sin formalidad alguna judicial, sin oírle ni permitirle que hable una sola palabra en su defensa, bastando para esto la circunstancia de ser criollo, y el antojo del gachupín que manda una tropa de mercenarios asesinos, que incendian y destruyen pueblos enteros, que devastan las provincias más feraces y ricas, que reducen a la última miseria familias numerosas privándolas de todos sus haberes con saqueos espantosísimos y dejándolas sin arbitrio de subsistir.

Además de ser un medio de justificación y confrontación ideológica, el periódico sirvió para levantar el ánimo a las fuerzas insurgentes en su lucha por la independencia.